# Les Ardentes
Pour l’article homonyme, voir Ardentes.

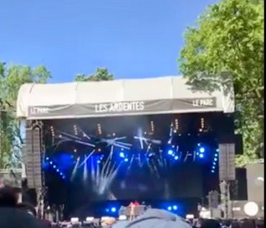
Le Parc

Les Ardentes est le nom d'un festival de musique qui se déroule début juillet à Liège. Au départ sous-titré électro-rock, le festival s'ouvre rapidement à toutes les musiques pop, rock, musiques électroniques, chanson française mais aussi hip-hop et même jazz avant de devenir essentiellement un festival de hip-hop et de musiques urbaines à partir de 2018.
De 2006 à 2019, le festival se déroulait dans le parc Reine Astrid à l'est du centre-ville de Liège, près de la ville de Herstal. Mais l'événement se voit contraint de déménager à cause du projet de la construction d'un écoquartier. En 2020 et 2021, la pandémie de COVID-19 empêche l'organisation du festival, qui s'installe donc sur son nouveau site à Rocourt à partir de 2022.
L'installation sur le site de Rocourt en 2022 permet au festival de doubler sa capacité, accueillant entre 200.000 et 220.000 festivaliers chaque année depuis lors.

## Historique

### 2006-2019: Les Ardentes à Coronmeuse
Fondé en 2006, le festival se veut tout d'abord électro-rock puis décide de s'ouvrir tout doucement aux autres musiques que ça soit de la pop, du rock, de la musiques électroniques, de la chanson française mais aussi hip-hop et même jazz.
Au tout début, le festival était composé de trois scènes, la principale, Le Parc, situé dans le parc Reine Astrid, et les deux autres situés dans le Halles des Foires de Coronmeuse, la FIL et l' Aquarium. Lors de cette première édition, la tête d'affiche du festival était Indochine.
Avec 25 000 festivaliers, Les Ardentes décident de passer de trois à quatre jours en 2007 et bat le record de l'année précédente avec 43 000   festivaliers. En 2008, un festival parallèle a lieu en janvier Les Transardentes qui se veut essentiellement electro. Pour ce qui est du festival à proprement parler, celui-ci décide, pour rendre hommage à la fermeture du haut-fourneau 6 à Seraing dans le bassin sidérurgique liégeois, de renommer la FIL, la HF6. Cette troisième édition voit notamment comme tête d'affiche Puggy et Arno. Le public du festival passe à 56 000 personnes et continue son ascension.
Lors de la quatrième édition, Les Ardentes passent à 57 000 festivaliers et Le Parc est renommé Open Air Park mais redeviendra Le Parc l'année suivante en 2010. Cette cinquième édition atteint   60 000 festivaliers et accueille le groupe N.E.R.D. avec Pharrell Williams.
La sixième édition rassemble plus de 70 000 personnes. Les journées du vendredi et du dimanche étaient à guichets fermés, et les pass 4 jours étaient tous vendus. La scène HF6 est installée dans un chapiteau à la suite de l'incendie survenu plus tôt dans l'année aux Halles des Foires de Liège. Une quatrième scène Red Bull Elektropedia est ouverte les vendredi et samedi tandis que Le Parc se renomme pour cette édition Open Air. Pour célébrer ses cinq ans, le festival propose le camping gratuitement.
En 2012, le festival tombe à 67 000 festivaliers. La scène HF6 réintègre les Halles des Foires reconstruites aux côtés des scènes Aquarium et Red Bull Elektropedia. Cette édition est marquée notamment par la venue du rappeur 50 Cent. En 2013, Les Ardentes repassent à trois scènes en supprimant l'Aquarium. Le festival accueille 60 000 festivaliers et reçoit des artistes tels que -M-, dEUS, Mika, Kaiser Chiefs, NAS ou encore Steve Aoki.
La neuvième édition en 2014 bat tous les records d'affluence établit précédemment par le festival avec 70 000 festivaliers et des artistes tels que Placebo, Massive Attack, M.I.A., Shaka Ponk, Selah Sue, Wiz Khalifa, Method Man et Redman, IAM, Vitalic Vtlzr, T.I., Mobb Deep, Nneka mais surtout Stromae qui rassemble 20 000 spectateurs pour son concert au Parc. Cette édition voit aussi le retour de l'Aquarium qui avait été réclamé par les festivaliers.
La dixième édition représente en quelque sorte un tournant pour le festival, celui-ci commence tout doucement à se spécialiser dans la musique hip hop. D'ailleurs, il arrive à attirer l'artiste de l'année Kendrick Lamar et une affiche saluée comme la meilleure de l'histoire de l'événement. Le festival conforte sa notoriété à l'étranger mais connaît une baisse de fréquentation de son public local avec 64 000 festivaliers.
En 2016, pour fêter ses dix ans, le festival ajoute une cinquième journée et accueille le groupe Indochine dix ans après le passage du groupe lors de la première édition. Pharrell Williams est également de retour après sa prestation avec N.E.R.D en 2010. Le festival se positionne comme un des événements majeurs en Europe pour les amateurs de hip-hop et de musiques urbaines. La scène Aquarium est ouverte pour la première fois du jeudi au dimanche. Cette édition voit aussi la venue de Tyler The Creator, PNL, Nekfeu, Bigflo & Oli ou encore des Casseurs Flowters.
Lors de l'édition 2017, les deux scènes intérieures, l'Aquarium et le HF6, qui se trouvaient dans la halle des Foires sont supprimés. Deux nouvelles scènes font leur apparition, La Rambla d'une capacité de 2000 personnes pour remplacer l'Aquarium et la Wallifornia Beach d'une capacité de 8000 personnes pour remplacer la HF6. Les têtes d'affiches de cette édition sont Booba, DJ Snake, Sean Paul, Young Thug, Julien Doré, Damso ou encore Roméo Elvis.
En 2018, le festival bat son record d'affluence en passant la barre symbolique des 100 000 festivaliers avec une affiche composée entre autres d'Orelsan, 6ix9ine, Damso, Wiz Khalifa, MC Solaar, Suprême NTM, Lorenzo, Vald, Angèle, Playboi Carti, Rilès, Prime ou encore de Massive Attack.
L'édition 2019, soit la dernière édition passée à Coronmeuse revoit le festival atteindre de nouveau les 100 000 festivaliers. Une édition qui voit venir comme tête d'affiche Black Eyed Peas mais aussi des artistes tels que Koba LaD, Booba, Roméo Elvis, Petit Biscuit, Sofiane, Heuss l'Enfoiré, Gringe, Rick Ross, Aya Nakamura, Lomepal, Lacrim ou encore Dadju. La dernière édition à Coronmeuse a été jugée globalement négative car, elle a vu de nombreuses annulations d'artistes et même de leurs remplaçants. Ce fut le cas de Maes mais surtout de la journée de dimanche avec l'annulation des trois rappeurs américains Kodak Black, Lil Uzi Vert et, à la dernière minute, de Young Thug. Les deux premiers sont remplacés par Offset qui se voit également contraint d'être annulé et sera remplacé par deux rappeurs français Vald et Niska.

### 2020-2024
La friche située à proximité de l'ancien siège de la Société anonyme des Charbonnages d'Ans et de Rocourt est envisagée pour héberger le festival musical  à partir de juillet 2020.
Mais cela n'a pas plu aux deux agriculteurs auxquels la société wallonne du logement prêtait précédemment le terrain (gratuitement); ils sont revenus avec plusieurs tracteurs et ont labouré le terrain, détruisant les 25 hectares de pelouse que les organisateurs du festival avaient semé au prix de 30 000 €. Les organisateurs ont obtenu du juge des référés que ces agriculteurs « vandales » soient interdits d'accès au terrain, et ceux-ci sont allés en justice pour contester cette « expulsion ». Finalement, à l'issue d'un accord, le festival pourra organiser son festival à Rocourt sans craindre de nouvelles actions des agriculteurs.
L'édition 2022 est la première édition sur le nouveau terrain situé sur les hauteurs de Liège, à Rocourt. Le site passe à 25 hectares et peut accueillir 50 000 festivaliers par jour au lieu des 25 000 sur le précédent lieu. Cette édition accueille 210 000 festivaliers et des têtes d'affiche comme Stromae, Orelsan, Tyler The Creator ou A$ap Rocky, Roddy Rich.
La seizième édition a lieu du 6 au 9 juillet 2023. Cette édition est marquée par l'annulation du dernier jour à cause des prévisions météorologiques, l'IRM prévoyant une forte pluie et de l'orage. Le festival se voit contraint de fermer le matin-même sur ordre de police, le camping est évacué, les infrastructures démontées au plus vite. La météo étant en définitive plutôt clémente, le camping est finalement rouvert plus tard dans la journée.Plus tard, les festival a procédé au remboursement des festivaliers qui n'avaient pas pu profiter de cette dernière journée.

## Budget
En 2016, le budget du festival est de 6 millions d'euros, dont 4 millions consacrés à la programmation.
En 2023, il s'élève à environ 22 millions d'euros.

## Scènes
Les scènes principales sont la Big Eye et la Phoenix. D'une capacité de 50 000 personnes, cette dernière doit son nom au changement de site et aux deux années d'annulations causées par la pandémie.
Parmi les autres scènes, on trouve Da Hood, sous chapiteau, pouvant accueillir 15 000 festivaliers.

## Affluence
Chaque année le festival attire de plus en plus de monde, il est passé de 25 000 personnes en 2006 à 100 000 en 2018.
Le déplacement du festival du site Coronmeuse à celui de Rocourt, et donc le passage d'un site de 10 à 25 hectares, a permis de doubler l'affluence du site, avec 210 000 personnes en 2022, grimpant à environ 220.000 festivaliers en 2023 et 2024.